# Bóng đá tại Đại hội Thể thao Đông Nam Á 1997 – Nam
Nội dung bóng đá nam tại Đại hội Thể thao Đông Nam Á 1997 được tổ chức tại Indonesia từ ngày 5 tháng 10 đến ngày 18 tháng 10 năm 1997. Không có giới hạn độ tuổi với các đội tuyển nam.
Thái Lan đã bảo vệ thành công tấm huy chương vàng sau khi đánh bại Indonesia 4–2 trên loạt đá luân lưu trong trận chung kết (hai đội hòa nhau 1–1 trong hai hiệp chính). Việt Nam giành tấm huy chương đồng sau khi vượt qua Singapore.

## Lịch thi đấu
Dưới đây là lịch thi đấu cho nội dung bóng đá nam.
| G | Vòng bảng | ½ | Bán kết | B | Play-off tranh hạng ba | F | Chung kết |

| CN 5 | T2 6 | T3 7 | T4 8 | T5 9 | T6 10 | T7 11 | CN 12 | T2 13 | T3 14 | T4 15 | T5 16 | T6 17 | T6 17 | T7 18 | T7 18 |
| ---- | ---- | ---- | ---- | ---- | ----- | ----- | ----- | ----- | ----- | ----- | ----- | ----- | ----- | ----- | ----- |
| G    |      | G    |      | G    |       |       | G     |       | G     |       | ½     |       |       | B     | F     |

## Các quốc gia tham dự
Tất cả 10 đội tuyển đến từ các quốc gia thành viên của Đông Nam Á đã tham dự nội dung thi đấu này. 
| - Brunei (BRU) - Campuchia (CAM) - Indonesia (INA) - Lào (LAO) - Malaysia (MAS) | - Myanmar (MYA) - Philippines (MYA) - Singapore (SGP) - Thái Lan (THA) - Việt Nam (VIE) |

## Địa điểm
Hai địa điểm diễn ra các trận đấu bóng đá nam là sân vận động chính nằm trong Khu liên hợp thể thao Senayan và sân vận động Lebak Bulus, đều ở thủ đô Jakarta.
| Jakarta                                                               | Jakarta                  |
| --------------------------------------------------------------------- | ------------------------ |
| Sân vận động Senayan                                                  | Sân vận động Lebak Bulus |
| Sức chứa: 110.000                                                     | Sức chứa: 25.000         |
|                                                                       |                          |
| JakartaBóng đá tại Đại hội Thể thao Đông Nam Á 1997 – Nam (Indonesia) |                          |

## Đội hình
Mỗi đội tuyển phải đăng ký một danh sách cuối cùng gồm 18 cầu thủ, trong đó tối thiểu hai cầu thủ là thủ môn.

## Bốc thăm
Lễ bốc thăm được tổ chức tại Jakarta, Indonesia. Mười đội tuyển trong giải đấu nam được bốc thăm chia thành hai bảng, mỗi bảng năm đội. Với tư cách là đương kim vô địch và đương kim á quân của giải đấu lần trước, Thái Lan và Việt Nam được chọn làm hạt giống tại hai bảng đấu, trong đó Thái Lan tự động được xếp vào vị trí A1 còn Việt Nam được xếp vào vị trí B1.  
| VT | Đội          |
| -- | ------------ |
| A1 | Thái Lan (C) |
| A2 | Myanmar      |
| A3 | Campuchia    |
| A4 | Brunei       |
| A5 | Singapore    |

| VT | Đội           |
| -- | ------------- |
| B1 | Việt Nam      |
| B2 | Malaysia      |
| B3 | Lào           |
| B4 | Indonesia (H) |
| B5 | Philippines   |

## Trọng tài
Các trọng tài sau đây đã được lựa chọn để điều khiển tại giải đấu.
Danh sách này không đầy đủ, bạn cũng có thể giúp mở rộng danh sách.
| Trọng tài - Mohammed Mansour - Ngu Kim Ân - Khaerul Agil - S. Selerajen - Thein U Thein - Raja Shrestha - Santan Nagalingam - Nguyễn Tuấn Hùng | Trợ lý trọng tài - Pg A Tajudin - Zulkifle - Miskamto - Sofa Sumarsono - R. Praloyo - U Hla Myint - Romulo Sabillo - Jerry Andreas - Mohd. Ali Samad - P. Prachaya - Từ Minh Đăng |

## Vòng bảng
Hai đội đứng đầu mỗi bảng lọt vào vòng bán kết.
Các tiêu chí xếp hạng
Các đội được xếp hạng theo điểm (3 điểm cho 1 trận thắng, 1 điểm cho 1 trận hòa và 0 điểm cho 1 trận thua), và nếu bằng điểm, các tiêu chí sau đây sẽ được áp dụng theo thứ tự, để xác định thứ hạng:
1. Điểm trong các trận đối đầu trực tiếp giữa các đội bằng điểm;
2. Hiệu số bàn thắng thua trong các trận đối đầu trực tiếp giữa các đội bằng điểm;
3. Số bàn thắng ghi được trong các trận đối đầu trực tiếp giữa các đội bằng điểm;
4. Nếu có nhiều hơn hai đội bằng điểm, và sau khi áp dụng tất cả các tiêu chí đối đầu ở trên, một nhóm nhỏ các đội vẫn còn bằng điểm nhau, tất cả các tiêu chí đối đầu ở trên được áp dụng lại cho riêng nhóm này;
5. Hiệu số bàn thắng thua trong tất cả các trận đấu bảng;
6. Số bàn thắng ghi được trong tất cả các trận đấu bảng;
7. Bốc thăm.

### Bảng A
| VT | Đội       | ST | T | H | B | BT | BB | HS  | Đ  | Giành quyền tham dự     |
| -- | --------- | -- | - | - | - | -- | -- | --- | -- | ----------------------- |
| 1  | Thái Lan  | 4  | 3 | 1 | 0 | 12 | 1  | +11 | 10 | Vòng đấu loại trực tiếp |
| 2  | Singapore | 4  | 2 | 2 | 0 | 5  | 3  | +2  | 8  | Vòng đấu loại trực tiếp |
| 3  | Campuchia | 4  | 2 | 0 | 2 | 8  | 7  | +1  | 6  |                         |
| 4  | Myanmar   | 4  | 1 | 1 | 2 | 10 | 8  | +2  | 4  |                         |
| 5  | Brunei    | 4  | 0 | 0 | 4 | 1  | 17 | −16 | 0  |                         |

| Thái Lan               | 2–1      | Myanmar   |
| ---------------------- | -------- | --------- |
| Worrawoot · Choketawee | Chi tiết | Soe Naing |

| Brunei | 0–4      | Campuchia                        |
| ------ | -------- | -------------------------------- |
|        | Chi tiết | Sochetra · Samchay · Sovannarith |

| Brunei | 0–6      | Thái Lan                                                          |
| ------ | -------- | ----------------------------------------------------------------- |
|        | Chi tiết | Tawan 10', 76' · Kiatisuk 32', 63' · Chaichan 56' · Worrawoot 89' |

| Singapore                         | 2–2      | Myanmar                 |
| --------------------------------- | -------- | ----------------------- |
| Vengadasalam 52' · Zulkarnaen 75' | Chi tiết | Myo Hlaing Win 25', 60' |

| Campuchia            | 1–2                 | Singapore      |
| -------------------- | ------------------- | -------------- |
| Sochetra 70' (ph.đ.) | Chi tiết Chi tiết 2 | Nazri 29', 90' |

| Myanmar                     | 6–1 | Brunei |
| --------------------------- | --- | ------ |
| Myo Hlaing Win · Adu Khaing |     | Said   |

| Singapore        | 1–0      | Brunei |
| ---------------- | -------- | ------ |
| Vengasadalam 75' | Chi tiết |        |

| Thái Lan                                       | 4–0      | Campuchia |
| ---------------------------------------------- | -------- | --------- |
| Kiatisuk 2', 31' · Piyapong 12' · Natipong 59' | Chi tiết |           |

| Myanmar  | 1–3 | Campuchia            |
| -------- | --- | -------------------- |
| Win Aung |     | Ton Vuthy · Sochetra |

| Singapore | 0–0 | Thái Lan |
| --------- | --- | -------- |
|           |     |          |

### Bảng B
| VT | Đội           | ST | T | H | B | BT | BB | HS  | Đ  | Giành quyền tham dự     |
| -- | ------------- | -- | - | - | - | -- | -- | --- | -- | ----------------------- |
| 1  | Indonesia (H) | 4  | 3 | 1 | 0 | 13 | 4  | +9  | 10 | Vòng đấu loại trực tiếp |
| 2  | Việt Nam      | 4  | 2 | 1 | 1 | 7  | 4  | +3  | 7  | Vòng đấu loại trực tiếp |
| 3  | Lào           | 4  | 2 | 0 | 2 | 8  | 8  | 0   | 6  |                         |
| 4  | Malaysia      | 4  | 2 | 0 | 2 | 5  | 5  | 0   | 6  |                         |
| 5  | Philippines   | 4  | 0 | 0 | 4 | 1  | 13 | −12 | 0  |                         |

| Lào                       | 2–5      | Indonesia                                                  |
| ------------------------- | -------- | ---------------------------------------------------------- |
| Bounlap 61' · Keodala 75' | Chi tiết | Darwis 20' · Widodo 44', 68' · Kurniawan 54' · Ansyari 69' |

| Việt Nam | 0–1      | Malaysia |
| -------- | -------- | -------- |
|          | Chi tiết | Azmi 23' |

| Philippines | 0–4      | Malaysia                     |
| ----------- | -------- | ---------------------------- |
|             | Chi tiết | Azmi 8', 34', 68' · Noor 55' |

| Indonesia                | 2–2      | Việt Nam             |
| ------------------------ | -------- | -------------------- |
| Bima 35' · Kurniawan 65' | Chi tiết | Văn Sỹ Hùng 58', 87' |

| Malaysia | 0–4      | Indonesia                                                    |
| -------- | -------- | ------------------------------------------------------------ |
|          | Chi tiết | Fachry 21' (ph.đ.), 51' (ph.đ.) · Widodo 63' · Kurniawan 69' |

| Lào                                           | 4–1 | Philippines |
| --------------------------------------------- | --- | ----------- |
| Bounmy · Keolakhone · Ramil (l.n.) · không rõ |     | Norman      |

| Việt Nam             | 2–1      | Lào      |
| -------------------- | -------- | -------- |
| Vũ Minh Hiếu 6', 75' | Chi tiết | Ananh 4' |

| Indonesia                 | 2–0      | Philippines |
| ------------------------- | -------- | ----------- |
| Uston 25' · Kurniawan 70' | Chi tiết |             |

| Philippines | 0–3      | Việt Nam                                             |
| ----------- | -------- | ---------------------------------------------------- |
|             | Chi tiết | Triệu Quang Hà 27' · Lê Huỳnh Đức · Nguyễn Công Vinh |

| Malaysia | 0–1      | Lào            |
| -------- | -------- | -------------- |
|          | Chi tiết | Keolakhone 90' |

## Vòng đấu loại trực tiếp
Trong vòng đấu loại trực tiếp, nếu một trận đấu có kết quả hòa sau 90 phút:
- Tại trận tranh huy chương đồng, sẽ không thi đấu hiệp phụ, trận đấu được quyết định bằng loạt sút luân lưu.
- Tại trận bán kết và trận chung kết, sẽ tổ chức thi đấu hiệp phụ (có áp dụng luật bàn thắng vàng). Nếu kết quả vẫn hòa sau hiệp phụ, loạt sút luân lưu sẽ được sử dụng để xác định đội thắng.

### Sơ đồ
|  | Bán kết               | Bán kết   |                            |       | Trận tranh huy chương vàng | Trận tranh huy chương vàng |
|  |                       |           |                            |       |                            |                            |
|  | 16 tháng 10 – Jakarta |           |                            |       |                            |                            |
|  |                       |           |                            |       |                            |                            |
|  | Thái Lan              | 2         |                            |       |                            |                            |
|  | Thái Lan              | 2         | 18 tháng 10 – Jakarta      |       |                            |                            |
|  | Việt Nam              | 1         |                            |       |                            |                            |
|  | Việt Nam              | 1         | Thái Lan (p)               | 1 (4) |                            |                            |
|  | 16 tháng 10 – Jakarta |           | Thái Lan (p)               | 1 (4) |                            |                            |
|  |                       | Indonesia | 1 (2)                      |       |                            |                            |
|  | Indonesia             | Indonesia | 1 (2)                      | 2     |                            |                            |
|  | Indonesia             |           |                            | 2     |                            |                            |
|  | Singapore             | 1         |                            |       |                            |                            |
|  | Singapore             | 1         | Trận tranh huy chương đồng |       |                            |                            |
|  |                       |           |                            |       |                            |                            |
|  | 18 tháng 10 – Jakarta |           |                            |       |                            |                            |
|  |                       |           |                            |       |                            |                            |
|  | Việt Nam              | 1         |                            |       |                            |                            |
|  | Việt Nam              | 1         |                            |       |                            |                            |
|  | Singapore             | 0         |                            |       |                            |                            |

### Các trận đấu

#### Bán kết
| Thái Lan         | 2–1      | Việt Nam                 |
| ---------------- | -------- | ------------------------ |
| Kiatisuk 6', 56' | Chi tiết | Võ Hoàng Bửu 35' (ph.đ.) |

| Indonesia             | 2–1      | Singapore |
| --------------------- | -------- | --------- |
| Bima 11' · Fachry 57' | Chi tiết | Fandi 58' |

#### Tranh huy chương đồng
| Việt Nam                      | 1–0      | Singapore |
| ----------------------------- | -------- | --------- |
| Nguyễn Phúc Nguyên Chương 89' | Chi tiết |           |

#### Tranh huy chương vàng
| Indonesia                    | 1–1 (s.h.p.) | Thái Lan                            |
| ---------------------------- | ------------ | ----------------------------------- |
| Kurniawan 48' (ph.đ.)        | Chi tiết     | Chaichan 30'                        |
| Loạt sút luân lưu            |              |                                     |
| Aji · Fachry · Ronny · Uston | 2–4          | Kiatisuk · Kritsada · Tawan · Dusit |

### Huy chương vàng
| Bóng đá nam Đại hội Thể thao Đông Nam Á 1997 |
| -------------------------------------------- |
| · Thái Lan · Lần thứ 8                       |

## Thống kê

### Cầu thủ ghi bàn
Đã có 79 bàn thắng ghi được trong 24 trận đấu, trung bình 3.29 bàn thắng mỗi trận đấu.
6 bàn thắng
- Kiatisuk Senamuang

### Bảng xếp hạng
| VT | Đội           | ST | T | H | B | BT | BB | HS  | Đ  | Kết quả chung cuộc        |
| -- | ------------- | -- | - | - | - | -- | -- | --- | -- | ------------------------- |
| 1  | Thái Lan      | 6  | 4 | 2 | 0 | 15 | 3  | +12 | 14 | Vô địch - Huy chương vàng |
| 2  | Indonesia (H) | 6  | 4 | 2 | 0 | 16 | 6  | +10 | 14 | Á quân - Huy chương bạc   |
| 3  | Việt Nam      | 6  | 3 | 1 | 2 | 9  | 6  | +3  | 10 | Hạng ba - Huy chương đồng |
| 4  | Singapore     | 6  | 2 | 2 | 2 | 6  | 6  | 0   | 8  | Hạng tư                   |
|    |               |    |   |   |   |    |    |     |    |                           |
| 5  | Campuchia     | 4  | 2 | 0 | 2 | 8  | 7  | +1  | 6  | Bị loại ở vòng bảng       |
| 6  | Lào           | 4  | 2 | 0 | 2 | 8  | 8  | 0   | 6  | Bị loại ở vòng bảng       |
| 7  | Malaysia      | 4  | 2 | 0 | 2 | 5  | 5  | 0   | 6  | Bị loại ở vòng bảng       |
| 8  | Myanmar       | 4  | 1 | 1 | 2 | 10 | 8  | +2  | 4  | Bị loại ở vòng bảng       |
| 9  | Philippines   | 4  | 0 | 0 | 4 | 1  | 13 | −12 | 0  | Bị loại ở vòng bảng       |
| 10 | Brunei        | 4  | 0 | 0 | 4 | 1  | 17 | −16 | 0  | Bị loại ở vòng bảng       |